# Acutandra vingerhoedti
Acutandra vingerhoedti is een keversoort uit de familie van de boktorren (Cerambycidae). De wetenschappelijke naam van de soort werd voor het eerst geldig gepubliceerd in 2012 door Bouyer, Drumont & Santos-Silva.